# Flaskliljesläktet
Flaskliljesläktet (Beaucarnea) är ett släkte av sparrisväxter. Beaucarnea ingår i familjen sparrisväxter.
Kladogram enligt Catalogue of Life:
| Beaucarnea | \| \| Beaucarnea compacta \| \| \| \| \| \| Beaucarnea goldmanii \| \| \| \| \| \| Beaucarnea gracilis \| \| \| \| \| \| Beaucarnea guatemalensis \| \| \| \| \| \| Beaucarnea hiriartiae \| \| \| \| \| \| Beaucarnea pliabilis \| \| \| \| \| \| Beaucarnea recurvata \| \| \| \| \| \| Beaucarnea sanctomariana \| \| \| \| \| \| Beaucarnea stricta \| \| \| \| |
|            | \| \| Beaucarnea compacta \| \| \| \| \| \| Beaucarnea goldmanii \| \| \| \| \| \| Beaucarnea gracilis \| \| \| \| \| \| Beaucarnea guatemalensis \| \| \| \| \| \| Beaucarnea hiriartiae \| \| \| \| \| \| Beaucarnea pliabilis \| \| \| \| \| \| Beaucarnea recurvata \| \| \| \| \| \| Beaucarnea sanctomariana \| \| \| \| \| \| Beaucarnea stricta \| \| \| \| |
|            | Beaucarnea compacta |
|            | |
|            | Beaucarnea goldmanii |
|            | |
|            | Beaucarnea gracilis |
|            | |
|            | Beaucarnea guatemalensis |
|            | |
|            | Beaucarnea hiriartiae |
|            | |
|            | Beaucarnea pliabilis |
|            | |
|            | Beaucarnea recurvata |
|            | |
|            | Beaucarnea sanctomariana |
|            | |
|            | Beaucarnea stricta |
|            | |

## Bildgalleri

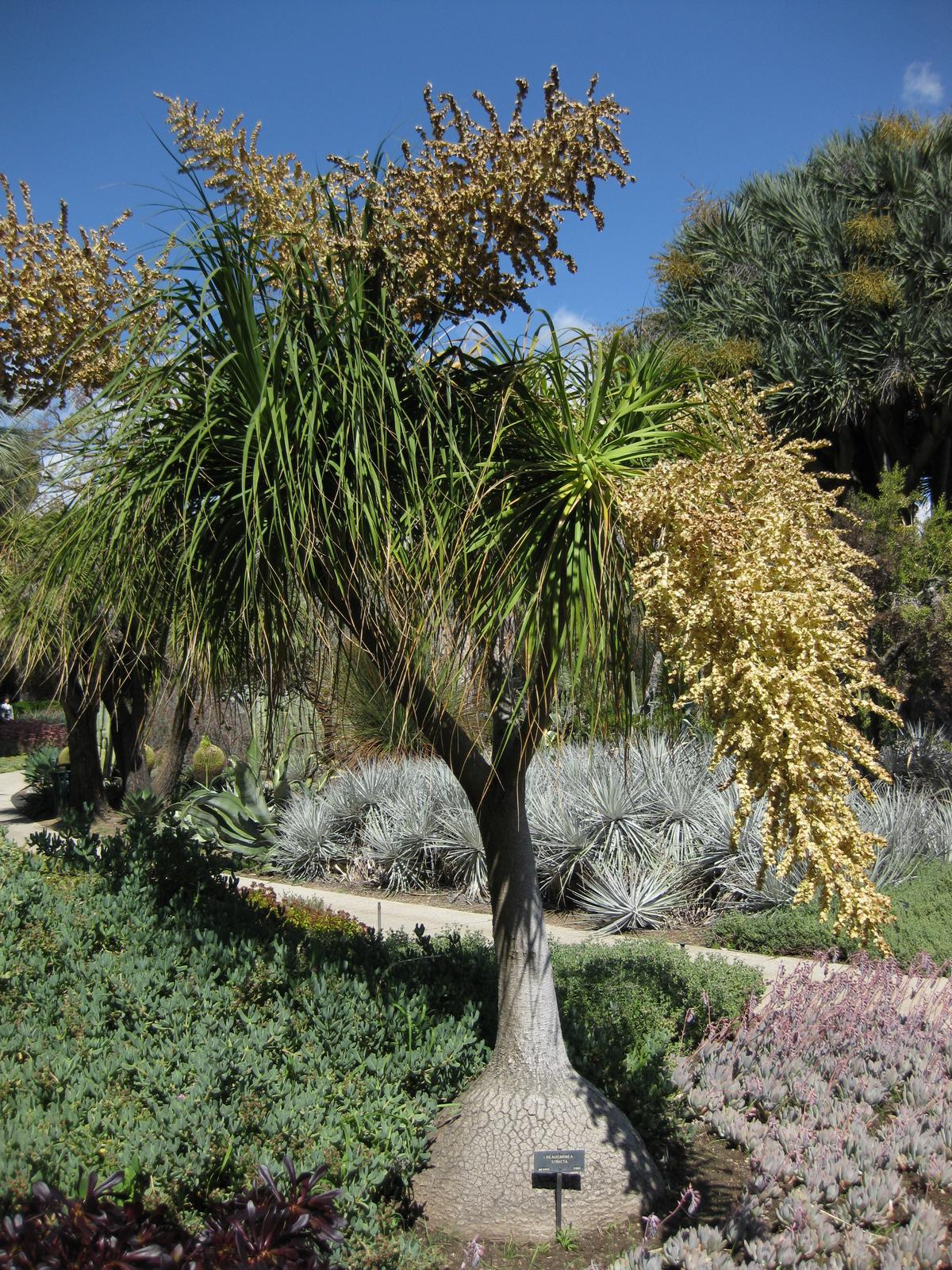
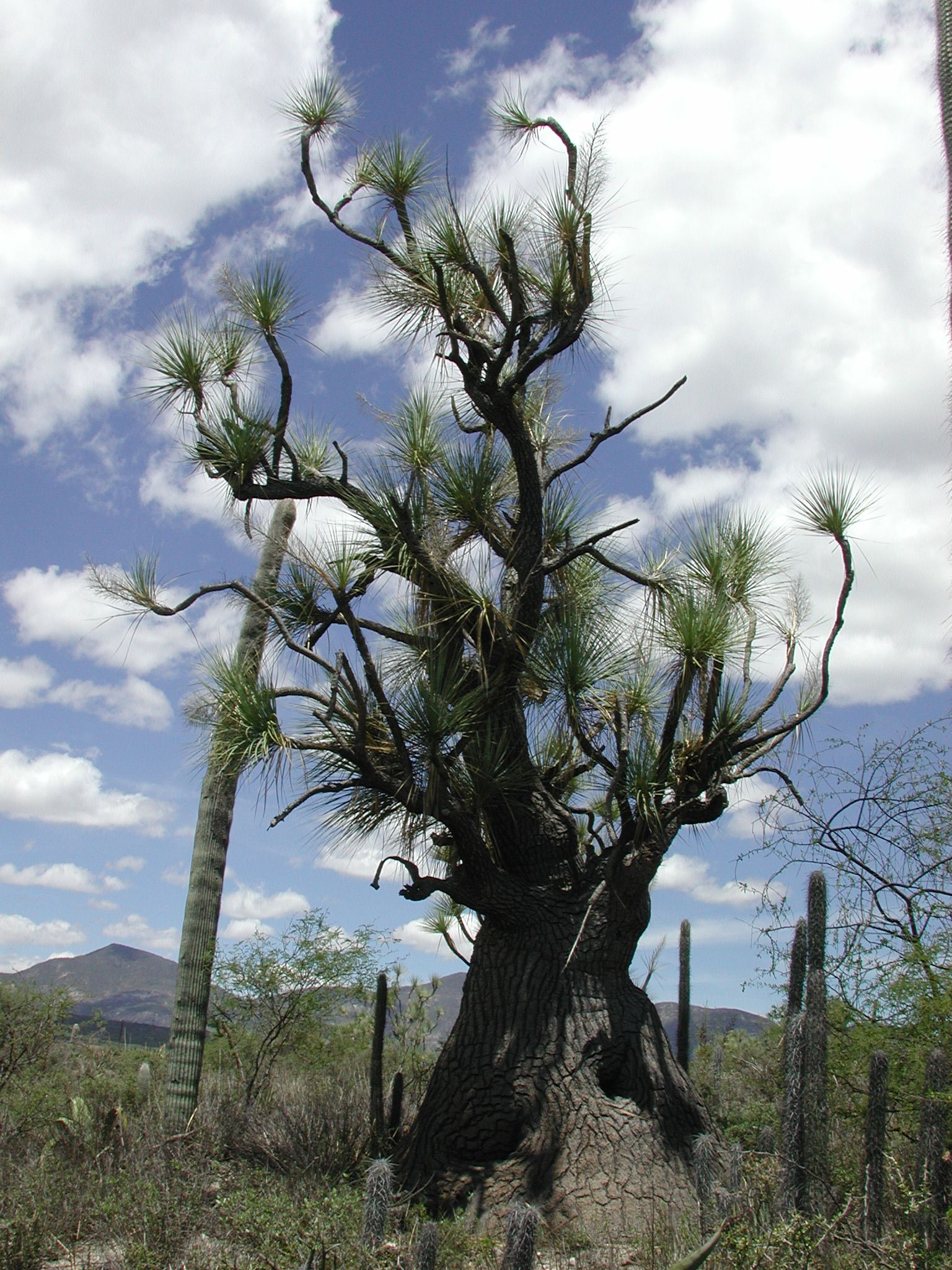
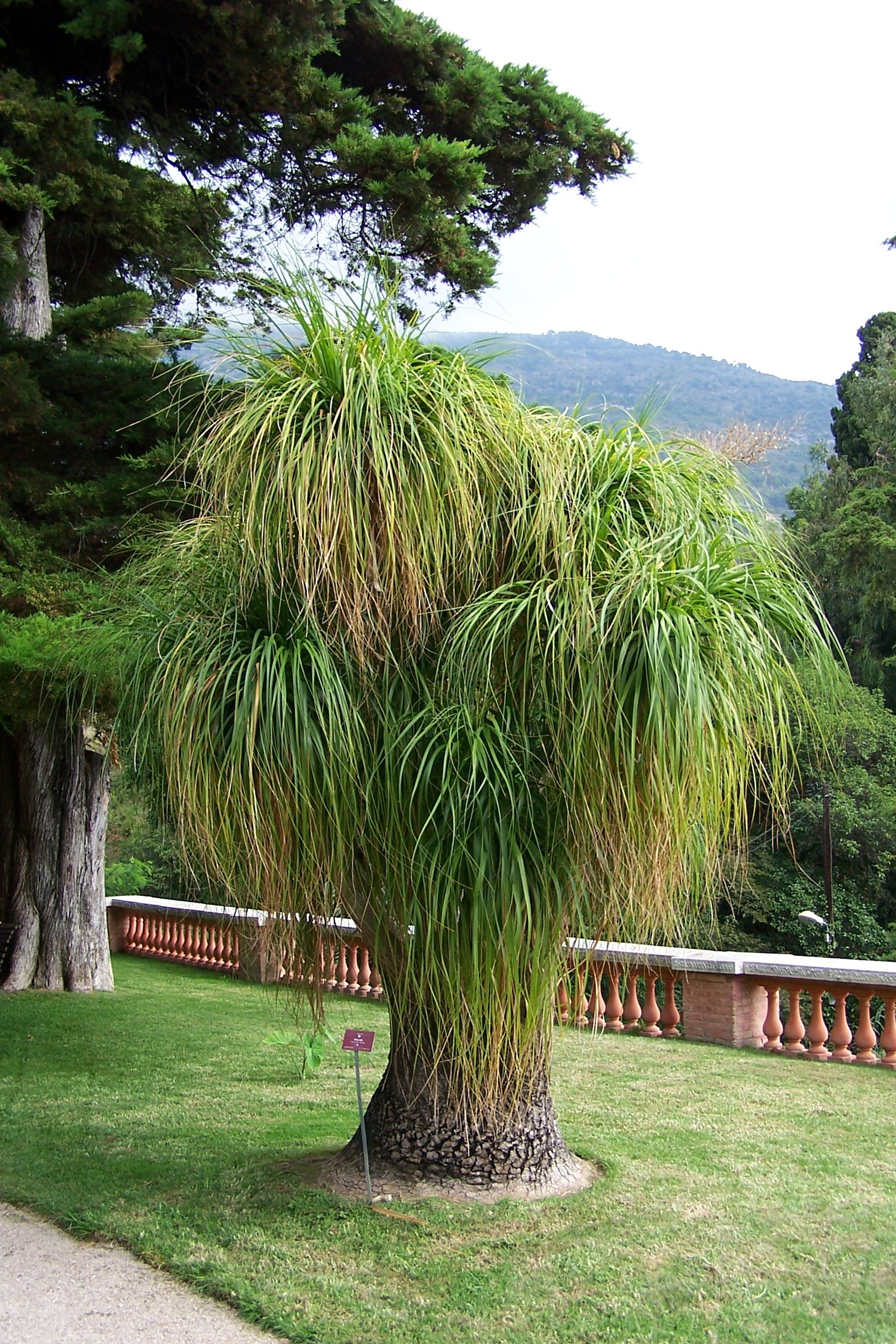